# Ognjen Koroman
Ognjen Koroman (in serbo Огњен Короман?; Pale, 19 settembre 1978) è un ex calciatore serbo, che giocava come centrocampista.

## Carriera

### Club
Cresciuto nelle giovanili della Stella Rossa, iniziò la carriera da professionista nel 1997 con il Radnički Kragujevac dove sigla 2 gol in 7 apparizioni. L'anno seguente viene ingaggiato dallo Spartak Subotica, dove rimane due anni mettendo a segno 4 gol in 48 partite totali. Ritorna a Belgrado, nelle file dell'OFK Belgrado, dove incrementa il bottino di gol messi a segno, sei, in 53 partite.
Nel 2002 si trasferisce in Russia, nelle file della Dinamo Mosca, dove rimane per la sola stagione 2003. La stagione successiva si trasferisce a Samara, nelle file del Kryl'ja Sovetov Samara, con cui raggiunge la finale, persa contro il Terek Groznyj, della Coppa di Russia 2004. E proprio l'anno seguente, nel 2005, si trasferisce in Cecenia, al Terek Groznyj, dove disputa poche partite, prima di volare, nell'agosto del 2006, in Inghilterra, al Portsmouth.
Inizia la stagione 2006-2007 sempre in Premier League, ma nel febbraio del 2007, rescinde il contratto e ritorna in Serbia, alla Stella Rossa, con cui vince il campionato 2006-2007 e la Coppa di Serbia 2007.

### Nazionale
Dopo il debutto, nel 2002, con la Nazionale serba, ha partecipato ai Mondiali del 2006.

## Palmarès

### Club

#### Competizioni nazionali
- Campionato serbo: 1

Stella Rossa: 2006-2007
- Coppa di Serbia: 1

Stella Rossa: 2007

## Statistiche

### Cronologia presenze e reti in nazionale

#### Jugoslavia[1]
| Cronologia completa delle presenze e delle reti in nazionale ― Jugoslavia | Cronologia completa delle presenze e delle reti in nazionale ― Jugoslavia | Cronologia completa delle presenze e delle reti in nazionale ― Jugoslavia | Cronologia completa delle presenze e delle reti in nazionale ― Jugoslavia | Cronologia completa delle presenze e delle reti in nazionale ― Jugoslavia | Cronologia completa delle presenze e delle reti in nazionale ― Jugoslavia | Cronologia completa delle presenze e delle reti in nazionale ― Jugoslavia | Cronologia completa delle presenze e delle reti in nazionale ― Jugoslavia |
| Data                                                                      | Città                                                                     | In casa                                                                   | Risultato                                                                 | Ospiti                                                                    | Competizione                                                              | Reti                                                                      | Note                                                                      |
| ------------------------------------------------------------------------- | ------------------------------------------------------------------------- | ------------------------------------------------------------------------- | ------------------------------------------------------------------------- | ------------------------------------------------------------------------- | ------------------------------------------------------------------------- | ------------------------------------------------------------------------- | ------------------------------------------------------------------------- |
| 13-2-2002                                                                 | Phoenix                                                                   | Messico                                                                   | 1 – 2                                                                     | Jugoslavia                                                                | Amichevole                                                                | -                                                                         | 58’                                                                       |
| 27-3-2002                                                                 | Fortaleza                                                                 | Brasile                                                                   | 1 – 0                                                                     | Jugoslavia                                                                | Amichevole                                                                | -                                                                         | 54’                                                                       |
| 17-4-2002                                                                 | Smederevo                                                                 | Jugoslavia                                                                | 4 – 1                                                                     | Lituania                                                                  | Amichevole                                                                | -                                                                         | 46’                                                                       |
| 17-5-2002                                                                 | Mosca                                                                     | Ucraina                                                                   | 2 – 0                                                                     | Jugoslavia                                                                | Amichevole                                                                | -                                                                         | 70’                                                                       |
| 19-5-2002                                                                 | Mosca                                                                     | Russia                                                                    | 1 – 1 (5 – 6 dtr)                                                         | Jugoslavia                                                                | Amichevole                                                                | -                                                                         | 46’                                                                       |
| 21-8-2002                                                                 | Sarajevo                                                                  | Bosnia ed Erzegovina                                                      | 0 – 2                                                                     | Jugoslavia                                                                | Amichevole                                                                | -                                                                         | 68’                                                                       |
| 6-9-2002                                                                  | Praga                                                                     | Rep. Ceca                                                                 | 5 – 0                                                                     | Jugoslavia                                                                | Amichevole                                                                | -                                                                         | 67’                                                                       |
| 20-11-2002                                                                | Saint-Denis                                                               | Francia                                                                   | 3 – 0                                                                     | Jugoslavia                                                                | Amichevole                                                                | -                                                                         | 51’                                                                       |
| Totale                                                                    |                                                                           | Presenze                                                                  | 8                                                                         |                                                                           | Reti                                                                      | 0                                                                         |                                                                           |

#### Serbia e Montenegro
| Cronologia completa delle presenze e delle reti in nazionale ― Serbia e Montenegro | Cronologia completa delle presenze e delle reti in nazionale ― Serbia e Montenegro | Cronologia completa delle presenze e delle reti in nazionale ― Serbia e Montenegro | Cronologia completa delle presenze e delle reti in nazionale ― Serbia e Montenegro | Cronologia completa delle presenze e delle reti in nazionale ― Serbia e Montenegro | Cronologia completa delle presenze e delle reti in nazionale ― Serbia e Montenegro | Cronologia completa delle presenze e delle reti in nazionale ― Serbia e Montenegro | Cronologia completa delle presenze e delle reti in nazionale ― Serbia e Montenegro |
| Data                                                                               | Città                                                                              | In casa                                                                            | Risultato                                                                          | Ospiti                                                                             | Competizione                                                                       | Reti                                                                               | Note                                                                               |
| ---------------------------------------------------------------------------------- | ---------------------------------------------------------------------------------- | ---------------------------------------------------------------------------------- | ---------------------------------------------------------------------------------- | ---------------------------------------------------------------------------------- | ---------------------------------------------------------------------------------- | ---------------------------------------------------------------------------------- | ---------------------------------------------------------------------------------- |
| 18-8-2004                                                                          | Lubiana                                                                            | Slovenia                                                                           | 1 – 1                                                                              | Serbia e Montenegro                                                                | Amichevole                                                                         | -                                                                                  | 22’                                                                                |
| 4-9-2004                                                                           | Serravalle                                                                         | San Marino                                                                         | 0 – 3                                                                              | Serbia e Montenegro                                                                | Qual. Mondiali 2006                                                                | -                                                                                  |                                                                                    |
| 9-10-2004                                                                          | Sarajevo                                                                           | Bosnia ed Erzegovina                                                               | 0 – 0                                                                              | Serbia e Montenegro                                                                | Qual. Mondiali 2006                                                                | -                                                                                  | 90+3’                                                                              |
| 13-10-2004                                                                         | Belgrado                                                                           | Serbia e Montenegro                                                                | 5 – 0                                                                              | San Marino                                                                         | Qual. Mondiali 2006                                                                | 1                                                                                  | 57’                                                                                |
| 17-11-2004                                                                         | Bruxelles                                                                          | Belgio                                                                             | 0 – 2                                                                              | Serbia e Montenegro                                                                | Qual. Mondiali 2006                                                                | -                                                                                  | 56’                                                                                |
| 30-3-2005                                                                          | Belgrado                                                                           | Serbia e Montenegro                                                                | 0 – 0                                                                              | Spagna                                                                             | Qual. Mondiali 2006                                                                | -                                                                                  | 77’                                                                                |
| 4-6-2005                                                                           | Belgrado                                                                           | Serbia e Montenegro                                                                | 0 – 0                                                                              | Belgio                                                                             | Qual. Mondiali 2006                                                                | -                                                                                  | 82’                                                                                |
| 8-6-2005                                                                           | Toronto                                                                            | Italia                                                                             | 1 – 1                                                                              | Serbia e Montenegro                                                                | Amichevole                                                                         | -                                                                                  | 81’                                                                                |
| 15-8-2005                                                                          | Kiev                                                                               | Polonia                                                                            | 3 – 2                                                                              | Serbia e Montenegro                                                                | Amichevole                                                                         | -                                                                                  | 66’                                                                                |
| 17-8-2005                                                                          | Kiev                                                                               | Ucraina                                                                            | 2 – 1                                                                              | Serbia e Montenegro                                                                | Amichevole                                                                         | -                                                                                  | 75’                                                                                |
| 3-9-2005                                                                           | Belgrado                                                                           | Serbia e Montenegro                                                                | 2 – 0                                                                              | Lituania                                                                           | Qual. Mondiali 2006                                                                | -                                                                                  | 59’                                                                                |
| 7-9-2005                                                                           | Madrid                                                                             | Spagna                                                                             | 1 – 1                                                                              | Serbia e Montenegro                                                                | Qual. Mondiali 2006                                                                | -                                                                                  | 62’ 84’                                                                            |
| 12-10-2005                                                                         | Belgrado                                                                           | Serbia e Montenegro                                                                | 1 – 0                                                                              | Bosnia ed Erzegovina                                                               | Qual. Mondiali 2006                                                                | -                                                                                  | 23’                                                                                |
| 13-11-2005                                                                         | Nanchino                                                                           | Cina                                                                               | 0 – 2                                                                              | Serbia e Montenegro                                                                | Amichevole                                                                         | -                                                                                  | 52’                                                                                |
| 16-11-2005                                                                         | Seul                                                                               | Corea del Sud                                                                      | 0 – 2                                                                              | Serbia e Montenegro                                                                | Amichevole                                                                         | -                                                                                  | 46’ 55’                                                                            |
| 1-3-2006                                                                           | Tunisi                                                                             | Tunisia                                                                            | 0 – 1                                                                              | Serbia e Montenegro                                                                | Amichevole                                                                         | -                                                                                  | 73’ 90’                                                                            |
| 27-5-2006                                                                          | Belgrado                                                                           | Serbia e Montenegro                                                                | 1 – 1                                                                              | Uruguay                                                                            | Amichevole                                                                         | -                                                                                  | 68’                                                                                |
| 11-6-2006                                                                          | Lipsia                                                                             | Serbia e Montenegro                                                                | 0 – 1                                                                              | Paesi Bassi                                                                        | Mondiali 2006 - 1º turno                                                           | -                                                                                  | 43’ 64’                                                                            |
| 16-6-2006                                                                          | Gelsenkirchen                                                                      | Argentina                                                                          | 6 – 0                                                                              | Serbia e Montenegro                                                                | Mondiali 2006 - 1º turno                                                           | -                                                                                  | 7’ 49’                                                                             |
| Totale                                                                             |                                                                                    | Presenze                                                                           | 19                                                                                 |                                                                                    | Reti                                                                               | 1                                                                                  |                                                                                    |

#### Serbia
| Cronologia completa delle presenze e delle reti in nazionale ― Serbia | Cronologia completa delle presenze e delle reti in nazionale ― Serbia | Cronologia completa delle presenze e delle reti in nazionale ― Serbia | Cronologia completa delle presenze e delle reti in nazionale ― Serbia | Cronologia completa delle presenze e delle reti in nazionale ― Serbia | Cronologia completa delle presenze e delle reti in nazionale ― Serbia | Cronologia completa delle presenze e delle reti in nazionale ― Serbia | Cronologia completa delle presenze e delle reti in nazionale ― Serbia |
| Data                                                                  | Città                                                                 | In casa                                                               | Risultato                                                             | Ospiti                                                                | Competizione                                                          | Reti                                                                  | Note                                                                  |
| --------------------------------------------------------------------- | --------------------------------------------------------------------- | --------------------------------------------------------------------- | --------------------------------------------------------------------- | --------------------------------------------------------------------- | --------------------------------------------------------------------- | --------------------------------------------------------------------- | --------------------------------------------------------------------- |
| 16-8-2006                                                             | Uherské Hradiště                                                      | Rep. Ceca                                                             | 1 – 3                                                                 | Serbia                                                                | Amichevole                                                            | -                                                                     | 46’                                                                   |
| 2-9-2006                                                              | Belgrado                                                              | Serbia                                                                | 1 – 0                                                                 | Azerbaigian                                                           | Qual. Euro 2008                                                       | -                                                                     | 64’                                                                   |
| 6-9-2006                                                              | Varsavia                                                              | Polonia                                                               | 1 – 1                                                                 | Serbia                                                                | Qual. Euro 2008                                                       | -                                                                     | 82’                                                                   |
| 7-10-2006                                                             | Belgrado                                                              | Serbia                                                                | 1 – 0                                                                 | Belgio                                                                | Qual. Euro 2008                                                       | -                                                                     | 58’ 71’                                                               |
| 11-10-2006                                                            | Belgrado                                                              | Serbia                                                                | 3 – 0                                                                 | Armenia                                                               | Qual. Euro 2008                                                       | -                                                                     | 72’                                                                   |
| 15-11-2006                                                            | Belgrado                                                              | Serbia                                                                | 1 – 1                                                                 | Norvegia                                                              | Amichevole                                                            | -                                                                     | 46’                                                                   |
| 24-3-2007                                                             | Almaty                                                                | Kazakistan                                                            | 2 – 1                                                                 | Serbia                                                                | Qual. Euro 2008                                                       | -                                                                     | 70’                                                                   |
| 28-3-2007                                                             | Belgrado                                                              | Serbia                                                                | 1 – 1                                                                 | Portogallo                                                            | Qual. Euro 2008                                                       | -                                                                     | 68’                                                                   |
| 22-8-2007                                                             | Bruxelles                                                             | Belgio                                                                | 3 – 2                                                                 | Serbia                                                                | Qual. Euro 2008                                                       | -                                                                     | 55’                                                                   |
| Totale                                                                |                                                                       | Presenze                                                              | 9                                                                     |                                                                       | Reti                                                                  | 0                                                                     |                                                                       |